# Bacino di Arcachon
Il bacino di Arcachon (in francese bassin d'Arcachon, in dialetto guascone laca d'Arcaishon) è un bacino di acqua salata, comunicante con l'Oceano Atlantico, situato in Francia nel dipartimento della Gironda, tra le città di Arcachon e Lège-Cap-Ferret.

## Geografia
Il bacino di Arcachon fa parte delle Landes della Guascogna. A differenza degli stagni delle Landes, il bacino comunica con l'Oceano Atlantico tramite un passaggio, attraverso il quale la marea oceanica sposta quotidianamente una quantità considerevole d'acqua. L'alta marea si produce regolarmente ogni 12 ore circa. Durante la bassa marea, il bacino si riduce ad un'unione di canali navigabili. I canali ed i banchi di sabbia evolvono nel tempo sotto l'influenza della marea: circa 370 milioni di metri cubi d'acqua sono scambiati quotidianamente tra bacino e oceano, con una velocità media di circa 2 m/s, portando con sé molta sabbia. 
I sedimenti sabbiosi mobili che caratterizzano questo bacino sono distribuiti principalmente delle correnti di marea, che formano canali e barre secondo una tipica configurazione di piana di marea.
Il passaggio con l'Oceano, la cui navigazione è resa problematica dalle numerose correnti, è dominato a sud dalla duna del Pyla e a nord dal Cap Ferret. La duna è imponente e ben visibile da gran parte dei comuni che si affacciano sul bacino: Arcachon, Lège-Cap-Ferret, Arès, Andernos-les-Bains, La Teste-de-Buch, Gujan-Mestras.
Al centro del bacino si trova l'île aux oiseaux (isola degli uccelli): l'isola, che non ha corrente elettrica, ospita soltanto alcune palafitte e case in legno usate dagli ostricoltori. L'estensione dell'isola aumenta considerevolmente con la bassa marea.
Il bacino è inoltre alimentato di acqua dolce dal fiume Leyre, che è all'origine della sua formazione.

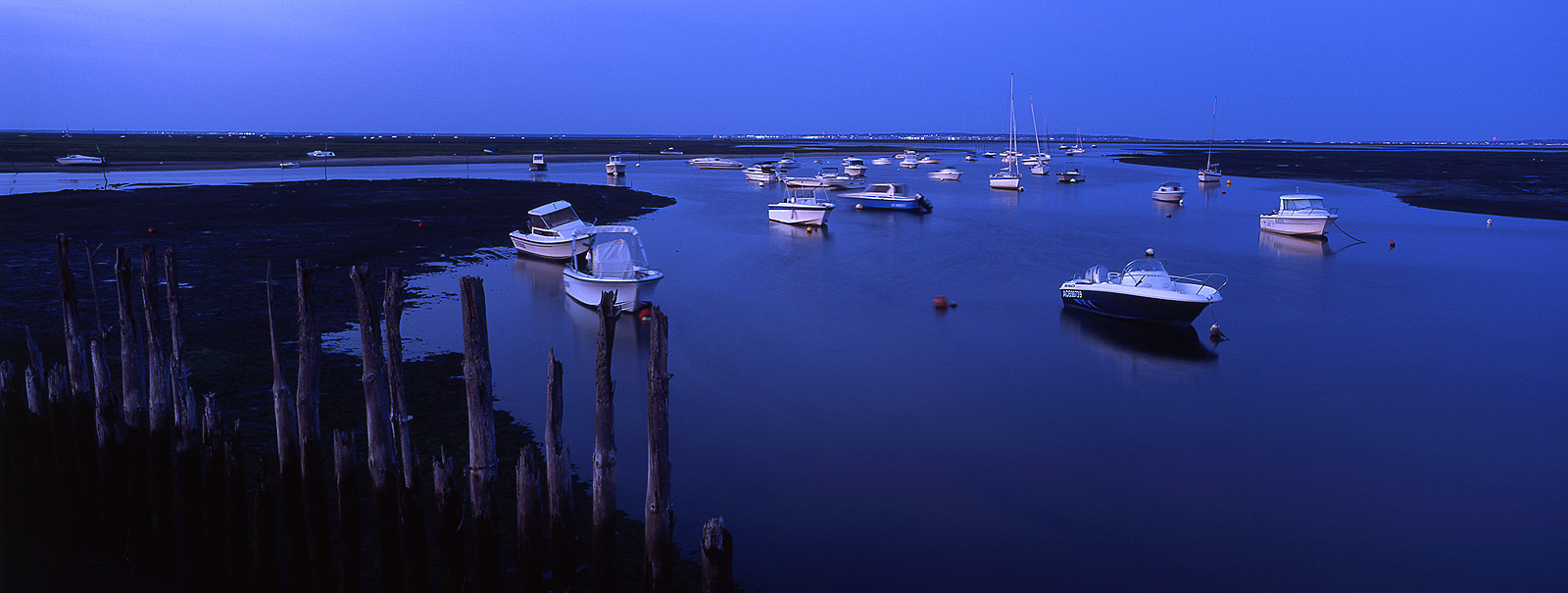
Vista del bacino di Arcachon a Arès.

## Attività
Il bacino attira ogni estate un numero considerevole di turisti, che vi praticano la pesca e numerosi sport nautici. La principale attività del bacino (ed anche risorsa economica, assieme al turismo) è però l'ostricoltura: la presenza regolare della marea infatti permette di costruire delle strutture in cui coltivare le ostriche che, nel corso della giornata, vengono periodicamente sommerse dall'acqua.
A sud-est del bacino vi è inoltre la riserva ornitologica del Teich, parco visitabile, che offre la possibilità di osservare da vicino, nel loro habitat naturale, una gran quantità di uccelli marini e non, stanziali e migratori.